# 杨志民
杨志民，美籍华人，中华人民共和国教育部长江学者讲座教授，密歇根大学终身讲座教授， 天津医科大学药学院原院长，主要从事肿瘤放射性治疗、肿瘤抑制基因等方面的研究工作。